# ViXra
viXra är ett elektroniskt e-tryckarkiv känt för oortodox och marginalvetenskap. Den grundades av fysikern Philip Gibbs som ett alternativ till den dominerande arXiv-tjänsten som drivs av Cornell University. Dess namn kommer från arXiv stavat baklänges.

## Beskrivning
Även om viXra dominerar av fysik- och matematikbidrag, syftar de till att täcka ämnen från hela vetenskapssamhället. Den accepterar bidrag utan krav på att författarna har en akademisk anknytning och utan några kvalitetskrav. E-utskrifterna på viXra är grupperade i sju breda kategorier: fysik, matematik, beräkningsvetenskap, biologi, kemi, humaniora och andra områden.  Vem som helst får publicera vad som helst på viXra, även om husreglerna förbjuder "vulgärt, ärekränkande, plagiat eller farligt vilseledande" innehåll. Som ett resultat har webbplatsen ett rykte bland fysiker för att vara värd för "material av ointresse". Fysikern Gerard 't Hooft skriver: "När en artikel publiceras i viXra är det vanligtvis ett tecken på att den sannolikt inte kommer att innehålla acceptabla resultat. Det kan den göra, men oddsen emot det är betydande".
Gibbs startade ursprungligen arkivet för att tillgodose forskare som ansåg att deras preprints hade blivit orättvist avvisade eller omklassificerade av arXiv-moderatorerna. År 2013 hade den över 4000 förtryck, och i december 2020 hade antalet vuxit till 36 321. En studie av preprint-servrar från 2020 visade att viXra i september samma år hade 440 preprint-dokument om COVID-19.
viXra använder samma artikelnumreringsschema som arXiv: yymm.iiiii, där y står för de två sista siffrorna i året, m står för månaden och i står för ett sekventiellt index bland artiklar som skickats under månaden.